# 新竹海埔新生地
| \| 本條目屬於 臺灣系列 \| |
| 前往臺灣主題頁 |
| 臺灣概況 - 經濟 • 政治 • 法律 • 人權 • 能源 • 交通 行政區劃 • 城市 • 政府 • 政黨 • 選舉 • 總統 • 外交 軍事 • 族群 • 人口 • 公民 • 原住民族 • LGBT權益 臺海現狀 • 臺灣問題 |
| 臺灣文化 （總覽） - 文學 • 料理 • 茶藝 • 小吃 • 夜市 • 郵票 建築 • 語言 • 宗教 • 葬禮 • 古蹟 • 遺址 • 國寶 民俗文物 • 節日 • 教育 • 體育 • 媒體 • 眷村 文化活動 • 觀光 • 購物中心 • 百貨公司 世界遺產潛力點 • 歷史建築百景 • 流行文化                                                    |
| 臺灣藝術 （總覽） - 音樂 • 漫畫 • 動畫 • 電影 • 攝影 • 舞蹈 戲劇 • 臺劇 |
| 臺灣地理 （總覽） - 天文 • 氣候 • 地質 • 地震 • 斷層 • 火山 • 生態 濕地 • 山峰 • 山脈 • 湖泊 • 水庫 • 河流 • 溫泉 島嶼 • 海岸 • 特殊生物 • 保育生物 • 生態環境 自然保護區 • 國家公園 • 森林遊樂區 縣市級風景特定區 • 直轄市級風景特定區 國家級風景特定區                                 |
| 臺灣歷史 （詳細） - 史前時期(-1624)↓理蕃政策(1933) 原住民聯盟與政權↓奧蘭治城包圍戰(1662)↓澎湖海戰(1683)↓馬關條約(1895)↓日本投降(1945) 荷屬福爾摩沙/西屬艾爾摩莎 鄭氏政權清治時期 日治時期 戰後時期 │1624│1649│1674│1699│1724│1749│1774│1799│1824│1849│1874│1899│1924│1949│1974│1999│2024 |
| 閱 • 論 • 编 |
| 本條目屬於 臺灣系列 |

新竹海埔新生地，位於中華民國新竹縣香山鄉（今新竹市香山區），北臨頭前溪出口，南接鹽水港溪口，是中華民國首項填海造陸工程，總面積為314公頃。日治時代，即有興趣開發新竹香山海埔地，並派員實地勘查，後因無法考據之因素而擱置。

## 填海的方式
是先在海濱一帶築起一條長的防潮堤，將海水阻絶在堤防外，再把堤內的淤土由機械推平，洗去土內的鹽份，再放堆肥，一年後就變成肥沃的良田。

## 歷史

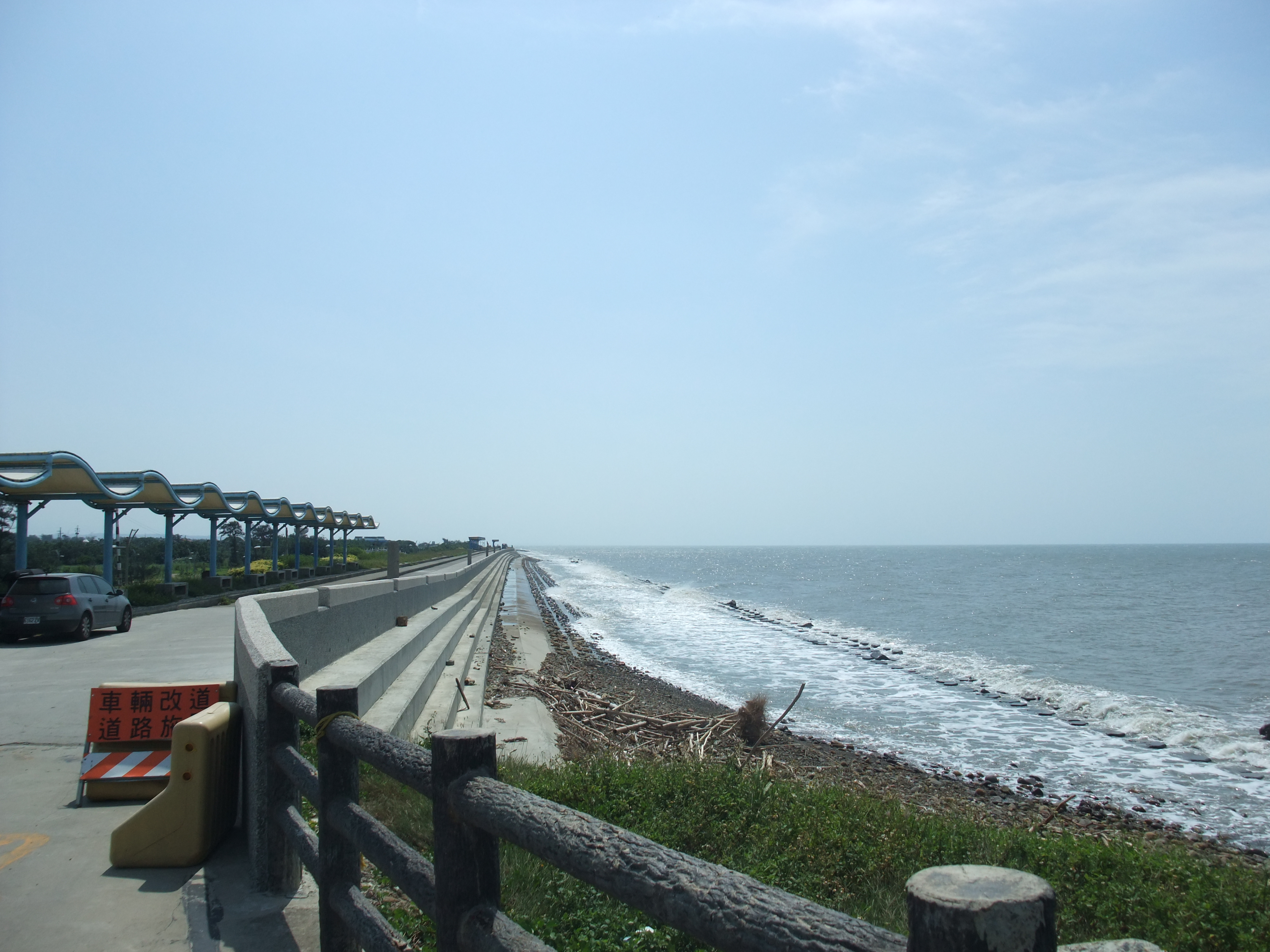
港南新生地

- 1957年5月行政院國軍退除役官兵就業輔導委員會於開始規劃測量，為金城教授所負責規劃，將新竹港南海埔新生地開發為農地。
- 1958年9月成立新竹海埔地開發小組，在楊寮村附近海埔地（今海巡署楊寮營區西側），與農民合作，實地圍堤開墾，面積1.5公頃。
- 1959年1月完成，名為「楊寮圍墾試驗區」，同年底已穫兩期水稻試驗成果，此為新竹海埔地之圍墾工作的開端。[1]2月12日，日籍井島博士進行新竹海埔新生地漂砂研究，6月設立「新竹海埔地第一實驗區」，面積 83 公頃。
- 1960年11月5日，新竹海埔新生地實驗區舉行竣工典禮，台灣省政府主席周至柔先生主持典禮，並為紀念碑揭幕。[2]。
- 1961年著手規劃圍墾「第二實驗區」（後稱「新竹海埔地北區」）。
- 1967年年初完工，相當於今港南里金城橋以西至海，客雅溪河口北岸金城湖，垃圾焚化爐以南的範圍的範圍，面積約 265 公頃。
- 1962年完成88.8997公頃實驗區之圍墾。
- 1964年6月實施北區（實驗區西側）之圍墾，到了1966年為止填了225.8523公頃；共開發海埔新生地314.752公頃。

## 現況
其中港南的為港南濱海風景區。

## 註腳
1. ↑  《臺灣之海埔經濟（第一冊）》張劭曾，〈臺灣海埔地之經濟建設目標〉，（臺北：臺灣銀行經濟研究室，1966a），46頁 ～49頁 。
2. ↑  紀念碑以甲骨字寫「水土平成」。上方右排鑴字為「新竹海浦地實驗區竣工紀念」

## 外部連結
- （繁體中文）榮民文化網 （页面存档备份，存于）